# Wojciech Stojak
Wojciech Stojak (ur. 23 listopada 1942 w Warszawie, zm. 1 września 2013 we Wrocławiu) – polski publicysta, dziennikarz, eksplorator, autor popularnego programu telewizyjnego  „Klub Poszukiwaczy Skarbów”. Z zawodu geolog, pasjonat historii czasów drugiej wojny światowej. Znany m.in. z odkrycia archiwów AK Zgrupowania Warta w Gniewczynie Łańcuckiej, a także jednego z największych zrzutowisk broni w Polsce na wrocławskich Maślicach. Oba znaleziska zostały sfilmowane w „Klubie Poszukiwaczy Skarbów”.
Pochowany został na Cmentarzu Grabiszyńskim we Wrocławiu.

## Twórczość
- ponad 80 odcinków programu „Klub Poszukiwaczy Skarbów”, emitowanego co tydzień na antenie TVP od 1994 r.
- artykuły m.in. w czasopismach „Odkrywca”[1], „Wiedza i Życie”, „Inne Oblicza Historii”, „Roland”[1]
- książka Ostatni Klub Poszukiwaczy Skarbów i inne opowieści[2], ISBN 978-83-7339-122-2